# Binodoxys brunnescens
Binodoxys brunnescens är en stekelart som först beskrevs av Petr Starý och Evert I. Schlinger 1967.  Binodoxys brunnescens ingår i släktet Binodoxys och familjen bracksteklar. Inga underarter finns listade.